# 倪睿思
倪睿思（英語：Rose，1984年4月17日—），出生於中国上海市，中國内地女歌手、女演員。

## 生平经历

### 早年时期
倪睿思1984年4月出生于上海，其家庭与音乐领域几近无缘。1993年，倪睿思成为上海小荧星艺术合唱团的一员，开始学习声乐技艺。1998年，就读初中三年级的倪睿思师从上海师范大学徐朗老师，接受个别指导，深入系统地学习歌曲演唱和音乐理论知识。后以《爱的奉献》获上海旅游节歌曲大奖赛二等奖。1999年，以演唱《站在高岗上》一曲获得亚洲音乐节中国赛区十佳歌手奖。

### 演艺经历

#### 2000年至2003年
2000年，倪睿思凭借演唱《我是天真》一曲在第九届全国青年歌手电视大奖赛业余组中荣获通俗唱法冠军和全国观众最喜爱的歌手奖，被戏称为“空中小姐”。同年，参演电视电影《爱有绝响》，并担任女主角，饰演林玉。
2001年1月，参加第19届央视春节联欢晚会，同年4月，参演《格格要出嫁》并饰演金蟾格格角色，并推出单曲《留爱给最想爱的人》作为《格格要出嫁》的片尾曲。
2003年，参演爱情电影《爱在非常时刻》。

#### 2005年至2007年
2005年3月，倪睿思推出个人音乐专辑《倪主角》。同年5月，受邀担当申博会征选歌曲颁奖晚会表演嘉宾。同年6月，与方青卓、赵世林于《开心擂台》竞技演技。
同年11月，参加以“尊重原创，抵制盗版”为主题的“Sony之夜2005反盗版演唱会”，为反盗版提供支持。
2006年，推出第二张个人音乐专辑《想爱》。同年6月，倪睿思参与演唱了世界杯官方主题曲中文版《生命的骄傲》，同时应《风度》杂志邀约进行了一组性感写真，为即将到来的世界杯进行预热。。同年7月，应央视之邀参加《江城月·中华情晚会》中秋晚会。10月，与罗中旭并作为其舞伴之一参加东方卫视主办的《舞林大会》。
2007年，担任由浙江卫视以及浙江影视集团联合打造的《梦想奥运真男孩》的评委，并被媒体评价为“真男史上最强花痴评委”。

#### 2015年至今
2015年，参演由潘润南导演执导网络大电影《建群大业》，并担任其主演。
2016年获得中韩文化大典艺术家白金奖。同年1月，倪睿思获邀助阵儿童网络剧《宝贝去哪儿》启动仪式。
2018年2月，倪睿思与张梓轩合作演绎电视剧《三生三世十里桃花》的片尾曲《凉凉》。
2019年4月，受邀担任《中国完美孕妇孕妈咪C女王大赛》表演嘉宾及评委。5月，参加凤凰网美丽童行5周年天使宝贝慈善晚宴ATTOS之夜。7月，参与录制魔幻类真人秀赛事《时尚先生》。10月，参与央视音乐频道的音乐综艺节目《全球中文音乐榜上榜》，并演唱歌曲《火》。
2020年10月，受邀参与中央电视台《中国节拍》栏目录制。同年12月，参加2020亚洲小姐华东区总决赛。
2021年11月，参加央视《2021全球中文音乐榜上榜》，并演唱《少年》《雪人》《奉献》。
2023年4月，参加央视《天天把歌唱》，并演唱《留爱给最想爱的人》。同年6月，演唱《月光爱人》 。

## 相关作品

### 影视作品

#### 电视剧
| 剧名           | 饰演角色 | 时间 |
| -------------- | -------- | ---- |
| 《格格要出嫁》 | 金蟾格格 | 2001 |

#### 电影
| 影名             | 饰演角色 | 时间 |
| ---------------- | -------- | ---- |
| 《爱有绝响》     | 林玉     | 2000 |
| 《爱在非常时刻》 | Nicole   | 2003 |
| 《建群大业》     |          | 2015 |

### 音乐作品

#### 音乐专辑
| 专辑名称   | 时间 |
| ---------- | ---- |
| 《倪主角》 | 2005 |
| 《想爱》   | 2006 |

## 获奖记录
| 获奖时间      | 奖项名称                                             |
| ------------- | ---------------------------------------------------- |
| 2006年3月25日 | 第十三届“东方风云榜颁奖盛典”东方新人铜奖             |
| 2000年        | 第九届“全国青年歌手电视大奖赛”业余组通俗唱法冠军     |
| 2000年        | 第九届“全国青年歌手电视大奖赛”全国观众最喜爱的歌手奖 |
| 2000年        | 上海东方电视台"朵而杯"电视歌手大奖赛东方新人奖       |
| 1999年        | “亚洲音乐节”中国赛区十佳歌手奖                       |
| 1998年        | 上海旅游节歌曲大奖赛二等奖                           |

## 相关事件

### 个人恋情
1999年胡彦斌在亚洲音乐节认识倪睿思，后因音乐上的出类拔萃而惺惺相惜，并迅速坠入爱河。2000年因倪睿思在全国青年歌手大赛的个人表现出众，后以差距太大而分手，但此时亦与罗中旭相恋。
2006年，倪睿思与罗中旭恋情曝光后，遭倪睿思否认，并表示只是朋友，“不希望与恋爱关系混为一谈”。

### 解约事件
2000年4月，倪睿思与经纪公司不和。时值前往北京参赛前夕，经纪表示，若继续参赛，将不会“管我”了。倪睿思亦表示坚持，后在无经纪人的陪同下由父母陪同继续参赛。倪睿思表示，参赛期间生病次数达四次，经纪公司不管不问，亦无人提示如何处理。比赛结束后，其父母向经纪公司提出解约要求后遭拒绝，并加以宣传是“公司替我包装参赛的”。倪睿思父母希望与经纪公司交谈后续发展事宜，均被经纪公司搪塞过去。其个人亦遭到经纪公司封杀，被败坏名声、要求赔礼道歉。
2004年，倪睿思与经纪公司的合约终止。倪睿思的提前解约官司，最终判决以“倪睿思败诉，赔偿唱片公司18万”结束，后加入新索音乐。

## 人物评价
倪睿思青春亮丽、可爱活泼，性格热情开朗，活泼天真。